# Oscar Cornelis
Oscar Cornelis – belgijski zapaśnik walczący w stylu klasycznym. Olimpijczyk z Antwerpii 1920, gdzie zajął szesnaste miejsce w wadze średniej.

## Turniej wAntwerpii 1920
| Konkurencja          | Walki                  | Klas. końcowa |
| Konkurencja          | Przeciwnik I           | Miejsce       |
| -------------------- | ---------------------- | ------------- |
| 75 kg styl klasyczny | Matti Perttilä (FIN) P | 16.           |